# Pandan (Dairi)
Pandan is een bestuurslaag in het regentschap Dairi van de provincie Noord-Sumatra, Indonesië. Pandan telt 1255 inwoners (volkstelling 2010).